# غبيراء أمريكية
الغبيراء الأمريكية (باللاتينية: Sorbus americana) نوع نباتي شجري يتبع جنس الغبيراء من الفصيلة الوردية.